# 최윤정 (성우)
최윤정(1990년 8월 4일 ~)은 대한민국의 성우이다. 2012년 KBS 37기로 입사했으며 한국방송 성우극회 소속이다.

## 출연작품

### 외화
- 닥터후 시즌 9(KBS) - 상품 안내원(지나 바드란)
- 닥터후 시즌 10(KBS) - 엘리(케이티 브레이븐) / 학생(로렌 페이트)
- 언더커버(KBS) - 엘자(샤논 헤이스)

### 방송
- 2013 세계한국어 방송인대회 서울프라이즈 시상식 (KBS)
- 2013.5.17 KBS 파노라마 (KBS)
- 2013.5.24 KBS 파노라마 (KBS)
- 2014.9.7 추적 60분 (SBS)
- 2015.5.20 세상의 모든 다큐 (KBS)
- 2015.5.27 세상의 모든 다큐 (KBS)

### 내레이션
- 내고향 스페셜 (KBS)
- 기분좋은날 (MBC)
- 생방송 지역발전소 (CJ헬로비전)
- SBS 생활경제 (SBS)

### 애니메이션
- 일하는 세포 - 어린 도움 T세포(미성숙 흉선 세포2)
- 꼬마잠수함 올리 1 - 베스
- 꼬마잠수함 올리 2 - 베스
- 옐로우 버드 - 리사
- 키즈 CSI 과학수사대 (MBC)
- 롤러코스터보이 노리 (KBS) - 노리
- 토이캅(KBS) - 포순이

### 라디오 드라마
소설극장 (KBS 3라디오)
- 2012.01.24 ~ 2012.03.01 심윤경 <나의 아름다운 정원> (모실 할머니)
- 2012.03.02 ~ 2012.04.08 최문희 <난설헌> (우실 / 아낙 / 금실어미)
- 2012.04.09 ~ 2012.07.06 천명관 <나의 삼촌, 브루스 리> (진선)
- 2012.11.10 ~ 2012.12.19 이승우 <지상의 노래> (한정효의 아내)
- 2012.12.20 ~ 2013.01.24 조세희 <난장이가 쏘아 올린 작은 공> (뒷집 여자 / 윤호의 누나 / 명희 어머니 / 경혜 외)
- 2013.01.25 ~ 2013.03.07 심윤경 <사랑이 달리다> (혜나)
- 2013.03.08 ~ 2013.04.06 백가흠 <나프탈렌> (나오미)
- 2013.05.04 ~ 2013.07.07 김진명 <몽유도원> (하나코)
- 2013.07.08 ~ 2013.08.02 F. 스콧 피츠제럴드 <위대한 개츠비> (루실)
- 2013.10.03 ~ 2014.01.20 조정래 <정글만리> (이지선)

라디오 극장 (KBS 한민족 방송)
- 2012.01.01 ~ 2012.01.31 한수영 <플루토의 지붕> (직원)
- 2012.03.01 ~ 2012.03.31 조정래 <황토> (아낙3 / 동네 아낙)
- 2012.04.01 ~ 2012.04.30 김탁환 <열녀문의 비밀> (추선)
- 2012.06.01 ~ 2012.06.30 성석제 <도망자 이치도> (여고생 / 여자)
- 2012.07.01 ~ 2012.07.31 김별아 <논개> (아낙2 / 소리4 / 여종)
- 2012.11.01 ~ 2012.11.30 김별아 <채홍> (올케2 / 김씨 / 김태감 처 / 소주방1 / 나인)
- 2012.12.01 ~ 2012.12.31 명지현 <교군의 맛> (보육원 원장 / 노부인 / 개성할멈 / 어린 덕은)
- 2013.01.01 ~ 2013.01.31 김탁환 <허균, 최후의 19일> (변상궁)
- 2013.02.01 ~ 2013.02.28 이명랑 <천사의 세레나데> (정자)
- 2013.03.01 ~ 2013.03.31 최일남 <그리고 흔들리는 배> (여학생)
- 2013.04.01 ~ 2013.04.30 양귀자 <모순> (연숙)
- 2013.05.01 ~ 2013.05.31 성석제 <위풍당당> (할머니 / 식당 아줌마 / 준호 모)
- 2013.06.01 ~ 2013.06.30 이도우 <사서함 110호의 우편물> (한가람)
- 2013.07.01 ~ 2013.07.31 박선희 <도미노 구라파식 이층집> (은자)
- 2013.08.01 ~ 2013.08.31 주호민 <신과 함께 - 저승편> (판관 2 / 여인 / 이웃할매)
- 2013.09.01 ~ 2013.09.30 윤천수 <마지막 콜사인> (행인 / 여직원1 / 여사육사1 / 아낙2 / 아낙1)
- 2013.10.01 ~ 2013.10.31 전민식 <개를 산책시키는 남자> (미희/개주인)

라디오 독서실 (KBS 2라디오)
- 2012.03.18 최민석 <부산말로는 할 수 없었던 이방인 부르스의 말로> (방청객 / 학생)
- 2012.03.25 전석순 <악수> (손님2)
- 2012.04.01 구효서 <이발소 거울> (어린 나)
- 2012.05.06 정이현 <소녀시대> (성우)
- 2012.05.20 김유정 <만무방> (여인1)
- 2012.06.17 윤대녕 <말발굽 소리를 듣는다> (수란)
- 2012.07.08 강병융 <낙찰> (인형2)
- 2012.08.19 채만식 <레디메이드 인생> (여자행인1)
- 2012.09.09 정소현 <너를 닮은 사람> (아낙2)
- 2012.09.16 김애란 <그곳에 밤 여기에 노래> (아낙2)
- 2012.09.30 작자미상 <규중칠우쟁론기> 외 2편 (바늘 / 계집종)
- 2012.10.14 김수정 <삵> (딸)
- 2012.10.28 김인숙 <빈 집> (직원)
- 2012.11.11 서유미 <당분간 인간> (여자)
- 2012.11.25 김종은 <버틸 수 있겠어> (여자)
- 2012.12.02 염승숙 <레인스틱> (사람1)
- 2012.12.09 편혜영 <블랙아웃> (아이2)
- 2012.12.23 이기호 <저기 사람이 나무처럼 걸어간다> (아이1 / 예찬)
- 2013.01.06 작자미상 <장끼전> (새끼3)
- 2013.01.13 김종광 <낙서문학사 발흥자편> (편집장)
- 2013.01.20 고송석 <이교도> (대학생 애인 / 여성2)
- 2013.02.03 윤지완 <당신의 아름다운 세탁소> (딸 / 여손님)
- 2013.02.17 김애란 <침묵의 미래> (아이)
- 2013.02.24 이평재 <당신이 모르는 이야기> (아이)
- 2013.03.03 윤성희 <못생겼다고 말해줘>	(정은)
- 2013.03.24 정세랑 <옥상에서 만나요> (성우)
- 2013.03.31 최민우 <반ː> (아낙4)
- 2013.04.14 신  희 <아직 오지 않은 거리> (성우)
- 2013.04.21 민미정 <당신에게서 사라진 것> (여직원)
- 2013.05.05 김종옥 <거리의 마술사> (어린 남우)
- 2013.05.26 조해진 <홍의 부고>	(홍 / 여학생 / 여자)
- 2013.06.09 손창섭 <잉여인간> (홍인숙)
- 2013.06.16 박완서 <아저씨의 훈장> (은표)
- 2013.06.23 윤흥길 <황혼의 집>	(인기)
- 2013.08.18 권정은 <행복한 우리 집에 어서 오세요> (남자아이)
- 2013.09.08 박완서 <배반의 여름> (누이 / 동생2 / 행인1)
- 2013.09.22 이태준 <달밤> (아내)
- 2013.11.03 김덕희 <전복> (정실장)
- 2013.11.17 손홍규 <배우가 된 노인> (윤희)
- 2013.11.24 윤성희 <이틀> (여주인)
- 2013.12.08 이기호 <김 박사는 누구인가> (학생1)
- 2013.12.22 허진원 <미사여구 없이> (빛나)

KBS 무대 (KBS 한민족 방송)
- 2012.02.25 백만 원 (점원)
- 2012.04.21 세상에서 가장 아름다운 만남
- 2012.05.12 역지사지 (오규정)
- 2012.05.19 출구 (종업원)
- 2012.05.26 그녀들의 이중생활
- 2012.06.02 마지막 선물 (간호사)
- 2012.06.09 내 남편은 마초 (여자)
- 2012.06.30 쉿 나방이야 (공주)
- 2012.08.18 달빛 0번지	(아줌마)
- 2012.09.22 그 바람에 입맞춤하다 (간호사)
- 2012.10.06 황혼의 블루스 (박사랑)
- 2012.10.13 연산의 꿈 (여자1)
- 2012.11.10 길 위에 사람들 (여학생)
- 2012.11.17 얼굴 (영원할머니)
- 2012.11.24 무진으로 가는 길 (리포터)
- 2012.12.08 울엄마 봉순씨 (손님)
- 2012.12.22 가지 않은 길 (수강생1)
- 2013.01.19 걸어도, 걸어도 (아이3)
- 2013.01.26 꽃이 되어 봄이 오게 하리 (20대 여자)
- 2013.02.02 노블 클럽 (여직원1)
- 2013.06.01 별이 빛나는 밤에 (떡볶이아줌마)
- 2013.08.10 부녀 이야기 (여1)
- 2013.09.28 자전거 달린다 (준호)
- 2013.11.02 친절한 동방빈 (리포터2)
- 2013.12.14 울밑에 선 봉선화 (하이반)
- 2013.12.28 7층 집 슬리퍼 (친구1)

대한민국 경제실록 (KBS 1라디오)
- 2012.03.05 ~ 2012.05.01 제12화 산업인력 해외진출사 (여직원)
- 2012.05.02 ~ 2012.07.13 제13화 5공화국 사채파동 (행원)

다큐멘터리 혁신의 승부사 (KBS 1라디오)
- 2013.10.28 ~ 2013.12.31 제 1화 페이스북 세상을 모두 연결하다. (교수 / 학생 / 은행 직원 외)

우리말 하나로 (KBS 한민족 방송)
- 2013.01.07 ~ 2013.12.31 (성우 연기)

특집기획 라디오 다큐멘터리, 라디오 드라마 (KBS)
- KBS 원주 방송국 특별 다큐멘터리 <500년의 이별> (정순왕후 송씨)

특별기획 아주 특별한 기부 <내 인생의 책> (KBS 3라디오)
- 2012.09.30 세르반테스 <돈키호테> (조카딸)
- 2012.10.28 김승옥의 <무진기행> (아내)
- 2012.11.25 생텍쥐페리 <어린왕자> (꽃)
- 2013.03.24 헬렌켈러 자서전 (어머니)
- 2013.06.23 니코스 카잔차키스 <그리스인 조르바> (교장)

책 읽는 밤 (KBS 1라디오)
- (연기)

다큐멘터리 역사를 찾아서 (KBS 1라디오)
- (연기)